# Daniel Chomanič
Daniel Chomanič (20 ottobre 1999) è un lottatore slovacco, specializzato nella lotta libera.

## Biografia
E' allenato da Erik Cap.
Ha rappresentato la Slovacchia agli europei di Bucarest 2019 in cui è stato eliminato nel turno eliminatorio del torneo del 65 kg contro il georgiano Vladimer Khinchegashvili ed ha concluso al 22º posto in classifica.
Alla Coppa del mondo individuale di Belgrado 2020, competizione che ha preso il posto dei campionati mondiali annullati a causa dell'emergenza sanitaria insorta a causa della pandemia da COVID-19, è stato estromesso dal tabellone principale ai sedicesimi dal polacco Magomedmurad Gadżijew, poi vincitore del torneo dei 65 kg; ai ripescaggi ha perso contro l'armeno Arman Andreasyan.
Agli europei di Varsavia 2021 si è classificato 16º.
Ai mondiali di Oslo 2021 è stato eliminato ai trentaduesimi dal moldavo Nicolai Grahmez ed ha chiuso 19º.

## Palmarès
| Anno | Manifestazione | Sede     | Evento | Risultato | Note |
| ---- | -------------- | -------- | ------ | --------- | ---- |
| 2019 | Europei        | Bucarest | 65 kg  | 22º       |      |
| 2021 | Europei        | Varsavia | 70 kg  | 16º       |      |
| 2021 | Europei U23    | Skopje   | 70 kg  | 15º       |      |
| 2021 | Mondiali       | Oslo     | 70 kg  | 19º       |      |
| 2021 | Mondiali U23   | Belgrado | 70 kg  | 17º       |      |
| 2022 | Europei        | Budapest | 70 kg  | 12º       |      |
| 2022 | Mondiali       | Belgrado | 70 kg  | 23º       |      |
| 2023 | Europei        | Zagabria | 70 kg  | 13º       |      |

## Altre competizioni internazionali
2020
- 17º nei 70 kg nella Coppa del mondo individuale ( Belgrado)